# جنگل‌های نیمه-همیشه‌سبز ادیشا
جنگل‌های نیمه-همیشه‌سبز ادیشا (به انگلیسی: Odisha semi-evergreen forests) یک منطقهٔ مسکونی و جنگل‌ در هند است.